# Sholay
Sholay (hindi शोले, urdu شعلے) (tytuł angielski Embers, Flames, Flames of the Sun, niemiecki Flammen der Sonne) – indyjski film akcji z 1975 roku w reżyserii Ramesha Sippy’ego. W rolach głównych wystąpili Dharmendra i Amitabh Bachchan, a w rolach drugoplanowych: Hema Malini, Sanjeev Kumar, Jaya Bhaduri i Amjad Khan w negatywnej roli Gabbar Singha.

## Fabuła
Film opowiada historię oficera policji, któremu Gabbar Singh zabił rodzinę. Postanawia on dokonać zemsty na bandycie. Wynajmuje dwóch skazanych Jai'a i Veeru, aby złapali Gabbara Singha żywego za solidną zapłatę. 

## Obsada
Role główne
| Postać              | Aktor(ka)        |
| ------------------- | ---------------- |
| Veeru               | Dharmendra       |
| Thakur Baldev Singh | Sanjeev Kumar    |
| Basanti             | Hema Malini      |
| Jaidev              | Amitabh Bachchan |
| Radha               | Jaya Bhaduri     |
| Gabbar Singh        | Amjad Khan       |

Role drugoplanowe
| Postać            | Aktor(ka)    |
| ----------------- | ------------ |
| Ramlaal           | Satyen Kappu |
| Imam              | A.K. Hangal  |
| Ahmed             | Sachin       |
| Mausi             | Leela Mishra |
| ojciec Radhy      | Iftekhar     |
| Sambha            | Mac Mohan    |
| Kaalia            | Viju Khote   |
| Soorma Bhopali    | Jagdeep      |
| straznik          | Asrani       |
| cygańska tancerka | Helen        |
| cygański śpiewak  | Jalal Agha   |

## Muzyka
Muzykę do filmu skomponował Rahul Dev Burman, nagrodzony za 1942: A Love Story, Masoom, Sanam Teri Kasam. Twórca muzyki m.in. do takich filmów jak Parinda, Alibaba Aur 40 Chor, Shakti (film), Deewaar (film 1975), Caravan czy Seeta Aur Geeta. Największym jego sukcesem była muzyka do Sholay.
1. Jab Tak Hai Jaan – Lata Mangeshkar
2. Koi Haseena – Kishore Kumar i Hema Malini
3. Holi Ke Din – Kishore Kumar i Lata Mangeshkar
4. Yeh Dosti – Kishore Kumar i Manna Dey
5. Mehbooba Mehbooba – Rahul Dev Burman

Nagrano też piosenkę Aa Shuru Hota Hai Phir, której nie przedstawiono w filmie. Popularnymi do dziś cytowanymi stały się też dialogi z filmu – wydano je na kasecie.

## Wyróżnienia
W 1999 BBC Indie ogłosiło go "Film of the Millennium". W 2005 w Indiatimes Movies film zaliczono do 25 najbardziej godnych uwagi filmów Bollywoodu, (Top 25 Must See Bollywood Films).
. W tym samym roku jury na 50-lecie Nagród Filmfare przyznało mu specjalną nagrodę najlepszego filmu 50 lat Bollywoodu. To film, który w historii kina Indii przyniósł największy dochód.